# Metal·loproteïna
Una metal·loproteïna és una proteïna que conté algun ió metàl·lic en el seu interior. Normalment aquest ió metàl·lic es troba localitzat al centre actiu, el lloc on es produeixen els canvis que fan que la proteïna desenvolupi la seva acció específica en l'organisme. Així doncs, aquests ions acostumen a ser peces clau perquè es produeixi aquesta acció, tot i que en alguns casos només tenen funcions estructurals a causa del fet que poden coordinar diferents aminoàcids i fixar així una estructura terciària adequada.
Un exemple de metal·loproteïna pot ser l'hemoglobina, la proteïna que s'encarrega de transportar l'oxigen a través de la sang, conté en la seva estructura 4 àtoms de ferro. En cada un dels àtoms de ferro s'hi pot fixar una molècula d'oxigen per ser transportada. Sense la presència d'aquests ions de ferro l'oxigen no es podria fixar a la proteïna i aquesta no podria realitzar la seva funció transportadora.